# Ираклия (остров)
Ира́клия (греч. Ηράκλεια) — греческий остров в Эгейском море.

## География
Входит в группу небольших островов Малые Киклады. Площадь острова составляет 17,795 км². Он расположен между островами Наксос и Иос.
Согласно переписи населения 2001, на острове проживало 151 человек. В настоящее время основными занятиями жителей является сельское хозяйство. Развивается и сфера обслуживания туристов.